# Яїб
Яїб — давньоєгипетський фараон з XIII династії, який, відповідно до Туринського списку, правив упродовж 10 років, 8 місяців і 29 днів.

## Життєпис
Незважаючи на відносно тривале правління, Яїб відомий лише за кількома пам'ятниками. Найбільше від часів його царювання залишилось скарабеїв-амулетів та скарабеїв-печаток з іменем фараона.